# Пйотр Одмієнець Власт
Пйотр Одмієнець Власт, Марія Якубіна Коморницька (народилася 25 червня 1876 року в Грабові-над-Піліце, помер 8 березня 1949 року в Ізабеліні) — польський письменник періоду Молодої Польщі, перекладач і літературознавець. Власт ніколи не заперечував і не відкидав чоловічої ідентичності, на відміну від жіночої.

## Біографія
Батьками Власта були Августин Коморницький та Анна Дунін-Васовіч, дідусем і бабусею був Теодор Анзельм Дзвонковський (1764—1850). Письменник походив із заможної поміщицької родини, а дитинство провів у маєтку в Грабові. У 1889 р. Анна Дунін-Васович приїхала до Варшави зі своїми 6 дітьми, щоб дати їм уроки від найкращих вчителів (Піор викладав літературу проф. Петра Хмеловського). Власт дебютував у літературі в газеті «Gazeta Warszawska» в 1892 році з оповіданнями Z życia nędzarza і Staszka. У 1883 р. Ця ж газета надрукувала повість « Розлонка». У 1894 р. Вийшла збірка оповідань "Шкіце ", того ж року «Gazeta Poznańska» опублікувала драму « Skrzywdzeni». Потім під тиском батька Власт поїхав до Кембриджа Щоденник перебування був опублікований під іронічною назвою Молодіжний рай на початку 1896 р. Після повернення Власт, Вацлав Налковський та Цезарій Єллента опублікували в 1895 році літературний маніфест « Форпочти».
У червні 1898 р. відбулося весілля з поетом Яном Леманським. Шлюб вважався невдалим, а Леманський — бурхливим і хворобливо ревнивим. Згідно з розповіддю Яна Лорентовича, під час медового місяця Леманський двічі стріляв у свою дружину з пістолета в парку Планти в Кракові. Відносини розпалися через два роки.
У 1900 р. Власт видав (під назвою Komornicka) «Башні». Псалмоді, а в 1901 р. Розпочалася співпраця з «Химерою» за редакцією Зенона Пшемицького. Письменник публікував вірші, зокрема серії Czarne Płomienie (1901), прозу (Biesy, 1902), переклади з англійської мови, а також рецензії, підписані «Włast».
За словами Марії Дерналович, 1907 р. у готелі «Базар» у Познані (під час поїздки з матір'ю до Колобжега) Власт спалив жіночі сукні в духовці та оголосив себе чоловіком. Відтоді Власт носив лише чоловічий одяг, курив люльку, коротко стриг волосся, і видаляв деякі зуби (щоб отримати більш чоловічу форму обличчя), а отже, використовував ім'я Piotr Odmieniec Włast  . Проф. Богдан Закржевський згадував, що Петро був доброзичливим і дуже цікавим співрозмовником, його єдиною умовою було використання чоловічих форм, посилаючись на нього.
Власт не лише оголосив себе людиною, але й визнав себе новим втіленням Петра Власта, легендарного засновника родини Дуніних (Анни Дунін-Васович). Оголошений родиною божевільним, Власт перебував у санаторіях та лікарнях у 1907—1914 роках. У 1914 році Власт повернувся до Грабова, щоб почати писати свою останню роботу («Книгу ідилічної поезії»). До кінця життя він став зовсім забутим як письменник. У 1944 році Власт залишив сімейний маєток; він помер у лікарні в Ізабеліні в 1949 році. Його надгробна плита знаходиться на Військовому кладовищі Повозьких (як Марія Коморницька-Леманська (розділ B / 20 (7/22)).

## Спадщина
Праця Петра Власта (у ролі Марії Коморницької) була опублікована в 1996 році Марією Подразою-Квятковською. У вісімдесятих роках Марія Джаніон опублікувала есе «Де Леманська?» присвячений Власту — його передрук у книзі «Kobiety i duch inności» (1996), а також публікація в цій книзі чергового ескізу Яніона, присвяченого Власту, «Maria Komornicka, in memoriam», викликали підвищений інтерес молодої польки письменник серед учених.
Віктор Динарський, дослідник трансгендерних дискурсів, заявив, що «Марія Коморницька ніколи не існувала / не була там». . Під час написання тексту про письменника, опублікованого в журналі «Replika», Марта Конаржевська, як і Кшиштоф Томасік у «Гомобіографії», поважала ім'я та гендерну ідентичність, обрані письменником. Томасік дивувався у своїй книзі: «Залишається питання, чи Власт у своїй метаморфозі більше турбувався про те, щоб стати чоловіком чи просто людиною» і, Зофія Налковська .
До 60-ї річниці смерті поетеси 8 березня 2009 року Ген. Станіслав Наленч-Коморницький (племінник поетеси) побував у рідному місті Грабув-над-Піліч. У липні 2016 року Варка святкував 140-ту річницю від дня народження Марії Коморницької за участі Бригіди Гельбіг та Томаша Коморницького.

### Переклади
- Едвард Булвер-Літтон : Заноні. Powieść z czasów rewolucyi francuskiej . Т. 1–3, Warszawa 1906
- Едвард Булвер-Літтон: Заноні. Opowieść o różokrzyżowcu. Римляни mistyczny z czasów Rewolucji Francuskiej . Сандомир 2015